# Graciela Lira
Graciela «Chela» Lira (Valparaíso, 1909 - Santiago, 1986) foi uma pintora e artista visual chilena. Pertenceu em seu primeiro período artístico à Generación del 13.

## Obras em colecções públicas
- Primavera en Ñuñoa, Museu de Arte Contemporânea de Santiago.
- Interior en el taller, Museu de Arte e Artesanato de Linares.
- Cerros, óleo sobre teia, 59 x 68 cm, Universidade Católica do Norte, Antofagasta.[2]

## Prémios e distinções
- 1929: Medalha de Segunda Classe, Secção Pintura, Salão Anual de Belas Artes, Santiago, Chile.
- 1936: Menção Honrosa em Pintura, Exposição Nacional de Artes Plásticas do IV Centenário de Valparaíso, Chile.
- 1938: Primeiro Prémio em Pintura, II Salão de Outono de Valparaíso, Chile.
- 1938: Terceira Medalha em Pintura, 52 Salão Nacional, Sociedade Nacional de Belas Artes,Santiago, Chile.
- 1940: Terceira Medalha em Acuarela, Salão Nacional, Sociedade Nacional de Belas Artes,Santiago, Chile.
- 1976: Menção Honrosa em Pintura, Concurso da II Região para o Certame Nacional Chileno de Artes Plásticas, Chile.

## Exposições

### Exposições individuais
- 1944: Óleos e Aguarelas, Sala do Banco de Chile, Santiago, Chile.
- 1980: Retrospectiva, 1942–1980, Salga Vinha do Mar, Chile.

### Exposições colectivas
- 1934: Salão livre da Associação de Artistas
- 1936: IV Salão de Verão de Vinha do Mar, Chile.
- 1936: Exposição Nacional de Artes Plásticas do IV Centenário de Valparaíso, Chile.
- 1938: Salão livre da Associação de Artistas
- 1938: II Salão de Outono de Valparaíso, Chile.
- 1938: 52 Salão Nacional, Sociedade Nacional de Belas Artes, Santiago, Chile.
- 1940: Salão Nacional, Sociedade Nacional de Belas Artes, Santiago, Chile.
- 1942: 54 Salão Oficial do Estado, Santiago, Chile.
- 1943: 55 Salão Oficial do Estado, Santiago, Chile.
- 1976: Concurso da II Região para o Certame Nacional Chileno de Artes Plásticas, Chile.